# Estrus EP
Estrus EP – EP autorstwa Johna Frusciante wydana w 1997 roku.

## Spis utworów
Wszystkie piosenki napisane przez Johna Frusciante.

### Strona pierwsza
- "Estrus" – 2:15

### Strona druga
- "Outside Space" – 6:27